# Acrobiston
Acrobiston là một chi bướm đêm thuộc họ Geometridae.

## Các loài
- Acrobiston aestivalis Wiltshire, 1967